# 巴伊维安湖
巴伊维安湖，古湖泊，现代的的喀喀湖的前身。巴伊维安湖在更新世（距今约260万～1.17万年以前）存在于今玻利维亚－秘鲁边界地区，湖面海拔比现在的的的喀喀湖湖面高至少100米。巴伊维安湖干涸后，湖盆北部形成了的的喀喀湖，湖盆南部形成了明钦湖，即现在的波波湖前身。